# Шаргород
Ша́ргород  — місто в Україні, адміністративний центр Шаргородської міської територіальної громади Вінницької області. Розташоване на Поділлі над річками Мурашка і Ковбасна.  

## Назва
Існує дві версії щодо походження назви міста За однією з них, назву Шаргород (пол. Szarogród, Szarygród) можна тлумачити як сіре місто. За іншою – місто назване  на честь Флоріана Шарого, засновника роду Замойських.

## Населення
| Зміни кількості населення Шаргорода |
| ----------------------------------- |

На 1 січня 2022 року у місті проживає 6982 осіб.

### Національний і мовний склад
| Національність | %       | Належна мова | %       |
| -------------- | ------- | ------------ | ------- |
| українці       | 97,26 % | українська   | 98,18 % |
| росіяни        | 1,44 %  | російська    | 1,63 %  |
| євреї          | 0,61 %  | єврейська    | 0,06 %  |

## Історія

### У складі Великого Князівства Литовського та Речі Посполитої.
5 травня 1383 року литовський князь Вітовт видав грамоту на володіння землею з прилеглими лісами, де нині розташований Шаргород, Василеві Карачевському. У дарчій грамоті зазначалося, Карачевський повинен «вирубати ліс і на сирому корені заснувати Княжу Луку». Але ця місцевість довгий час залишалась малозаселеною. Пізніше, з 1497 року, Княжу Луку стали називати Карачевою Пустиню, за ім'ям першого її власника.

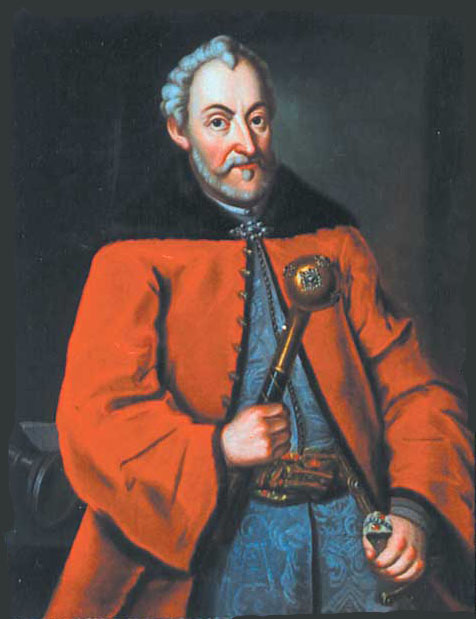
Засновник міста Ян Замойський

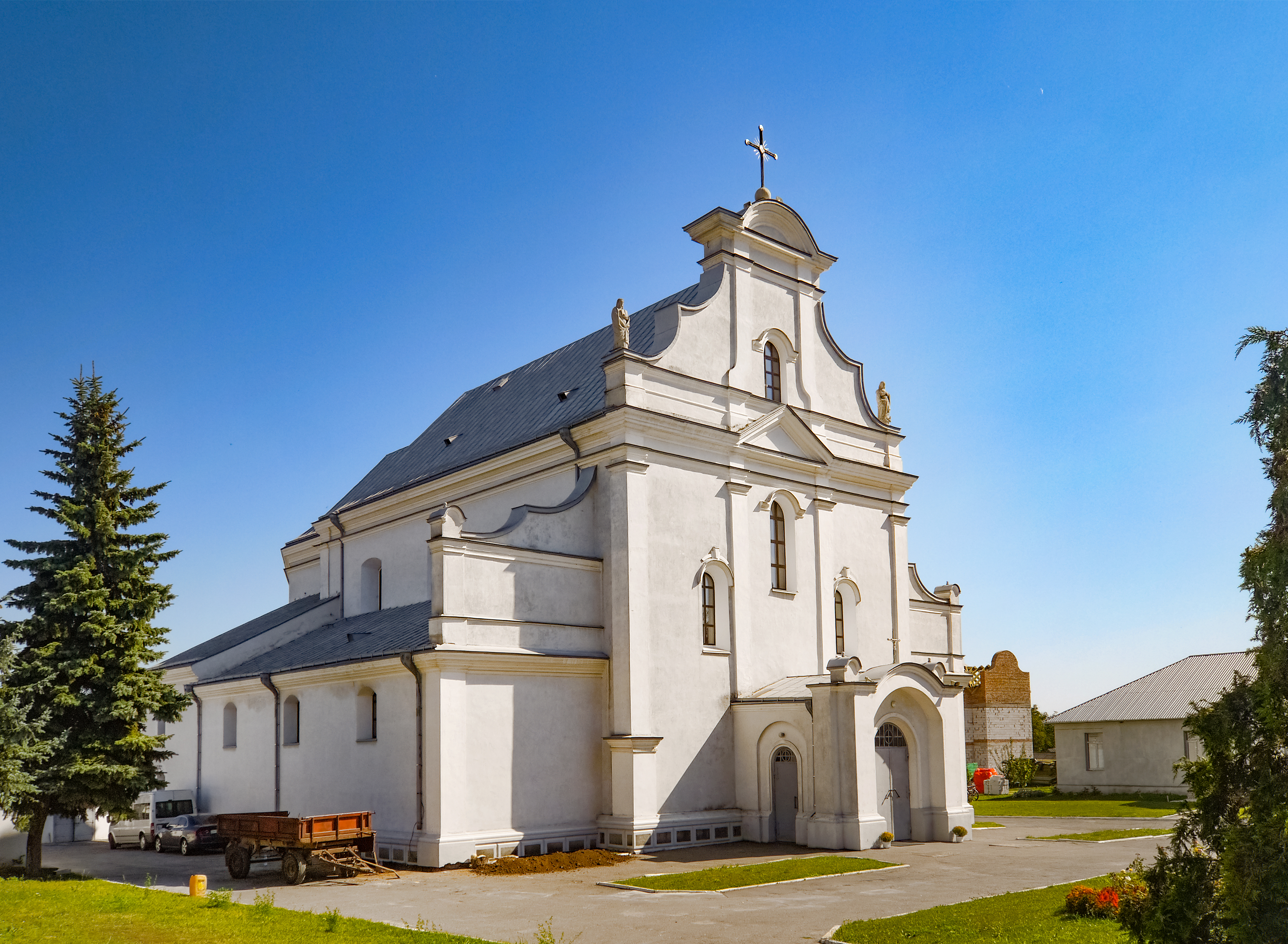
Костел Флоріана XVIII ст.

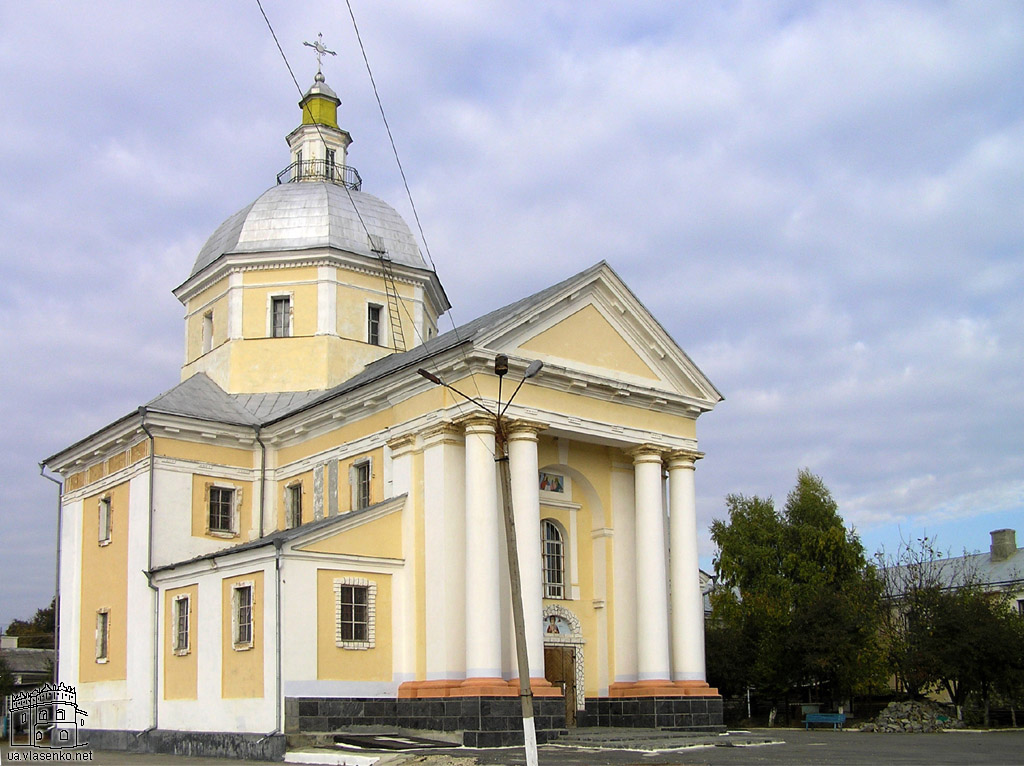
Свято-Миколаївський монастир. Вигляд з боку подвір'я монастиря.

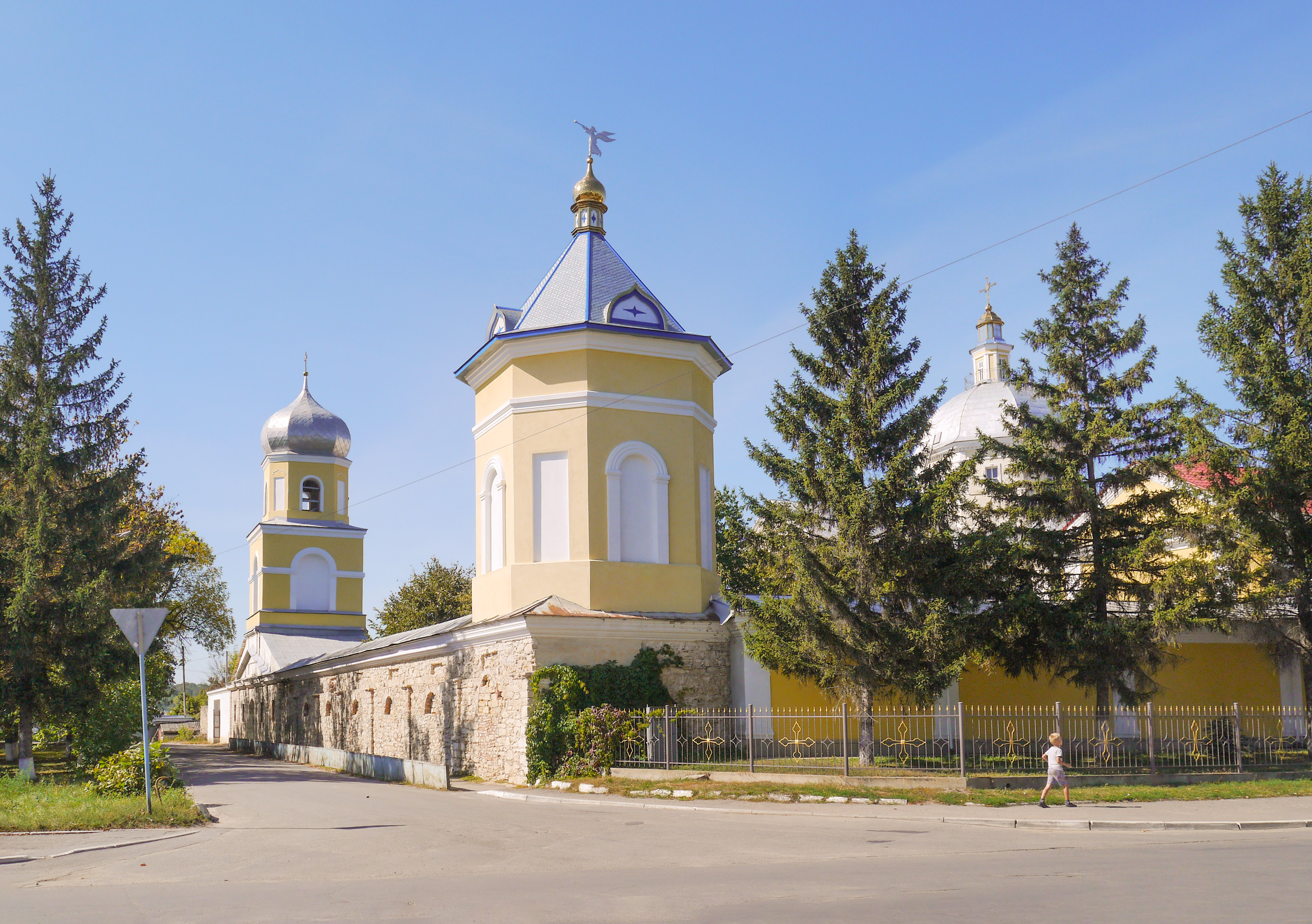
Миколаївський монастир XVIII ст. Наріжна башта, стіна, собор і дзвіниця. Вигляд з південного сходу

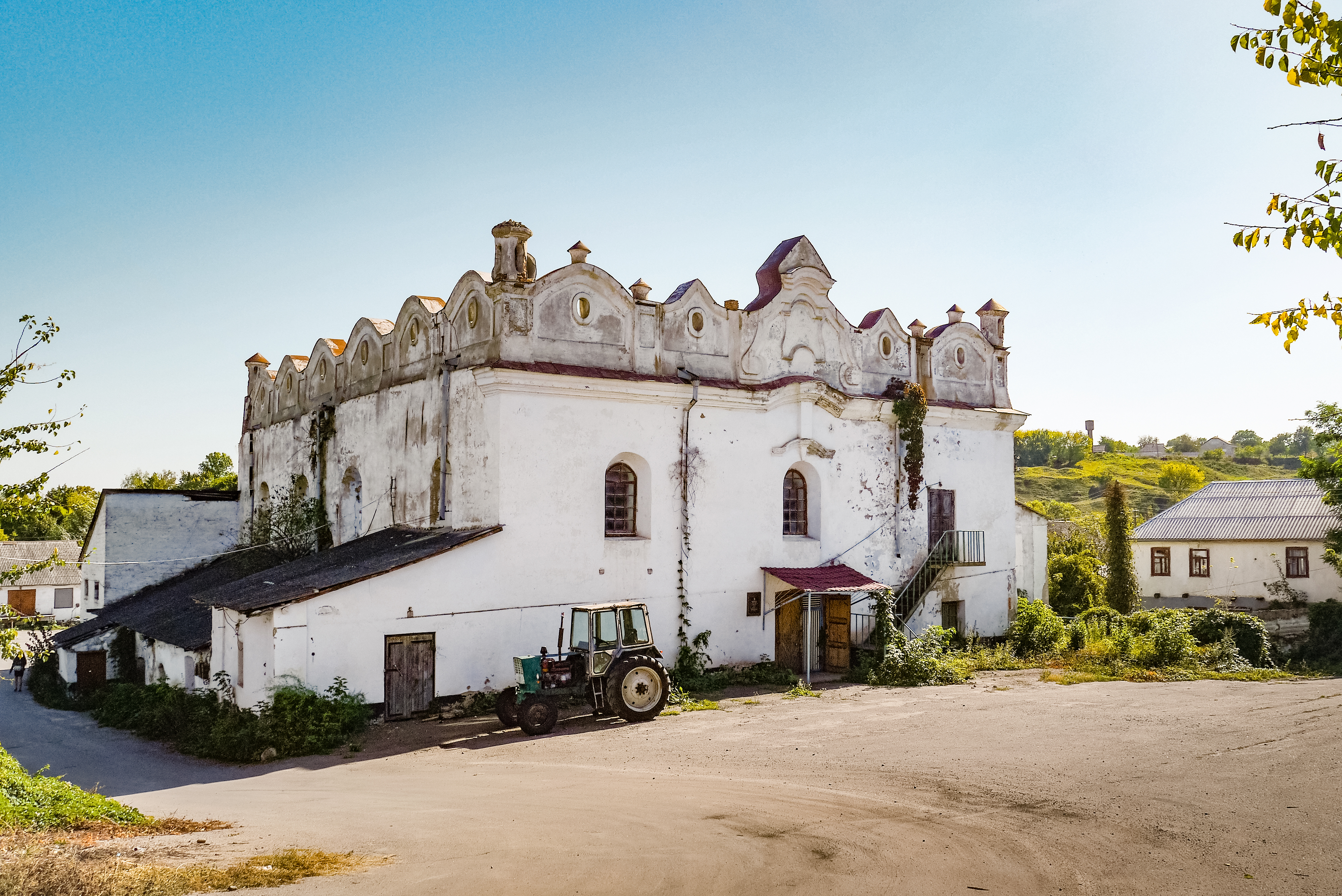
Синагога 1589

1585 року Ян Замойський (1545—1605), який на той час володів цими землями, одержав від короля грамоту на спорудження замку — все володіння і фортеця дістали назву Шаргород. 26 січня 1588 року Шаргород дістав магдебурзьке право, також герб із таким зображенням: «Святий Флоріан, який має в правій руці щит із трьома списами (родовий герб Замойських), а в лівій кришталевий глек з водою i пожежу заливає, на пам'ять про те, що місто від войовничого колись Флоріана Шарого (родоначальника Замойських) назву дістало».
25 травня 1585 року був закладений замок, який мав 5 башт.
26 січня 1588 року король Польщі Сігізмунд ІІІ вділив Шаргороду міські права, встановив три ярмарки на рік, крім того постановив, що всі купці, які прямують з Туреччини або Валахії мають два дні виставляти свої товари на продаж у Шаргороді і лише потім прямувати далі. Мешканці міста звільнялися від мит (крім мита на кордоні), мали право торгувати з Молдовою, турками і татарами. Такі привілеї сприяли розвитку міста, кінець 1580-х років —час активного заселення містечка євреями.
У 1589 році в Шаргороді збудована кам'яна синагога, накрита дахом в мавританському стилі. Саме надійні стіни синагоги дозволили місцевим жителям пережити напад загонів Северина Наливайка у 1595 році. Так само нападникам не вдалося захопити й замок. Козакам вдалося спустошити тільки околиці міста. Також у 1595 році засновано монастир (кляштор) єзуїтів.
У 1599 році у місті вже налічувалось кілька сотень будинків. На початку XVII століття Шаргород складався з Старого та Нового міста і двох передмість. Старе місто було захищене стінами замку, також укріпленою була міська Ратуша. Навколишня місцевість славилася багатими врожаями огірків, кавунів та динь, вирощувався табак.
Після Яна Замойського місто у 1605 році перейшло до його сина — подільського та київського воєводи Томаша Замойського (1594—1638). Томаш приділяв увагу обороноздатності міста, тому чисельність населення зростала. У 1629 році в Шаргороді було 646 димів, що відповідає більше ніж 3 тисячам мешканців.
Користуючись своїми можливостями, власники міста зробили його важливим торгівельним центром. Саме через Шаргород мали проходити всі вина, які везли в Польське Королівство з Валахії, тут формувалися каравани скота. Зростала єврейська діаспора міста, яка мала адміністративну та судову автономію. Крім юдеїв у Шаргороді не завжди мирно співіснували ще три конфесії — римо-католики, уніати та православні. Православні мали право звершувати свої обряди тільки після дозволу уніатського священника, що обурювало місцевих мешканців. У 1620 році у Шаргороді було вбито католицького священника.
У 1628 році як відповідь на утиски, в Шаргороді виникло Православне братство.
У 1636 році засновані місія та школа єзуїтів.
Далі Шаргород перейшов до його доньки — Йоанни Барбари, яка 1642 року вийшла заміж за майбутнього сандомирського воєводу — Александра Конєцпольського (1620—1659). У 1640-х роках місто було міцною фортецею і відігравало важливу роль в охороні південних кордонів від нападів кримських татар.
Більшість населення допомагало війську Богдана Хмельницького під час війни українського народу 1648—1654 років. У цей час містечко було зоною частих боїв. На початку липня 1648 року гарнізон Шаргородського замку втік до Замощу.
6 липня 1648 року у Шаргород зайшли війська Максима Кривоноса, яким дістався весь арсенал замку.
Брацлавський воєвода Адам Кисіль у листі до коронного канцлера описував наслідки захоплення міста — був побитий посланець Кисіля до Б.Хмельницького, знищенні листи, які він мав передати Хмельницькому, пограбовані навколишні села, спалено монастир в Калинівці, жертвами нападів козаків були поляки, євреї-орендарі, католицькі священники. В юдейському мартирологу, присвяченому жертвам Хмельниччини «Тіт хаявен» серед багатьох інших містечок згадується і Шаргород, в якому жертвами різанини стали триста «багатих домогосподарів, які з ранку до вечора старанно вивчали Тору». Частина шаргородських євреїв перебралася до Бучача.
Після підписання Зборівського мирного договору 1649 року через Шаргород пройшла лінія розмежування між козацькою территорією і РП.Сотенне містечко увійшло до Брацлавського полку Данила Нечая. Шаргородська сотня налічувала 60 козаків.
У XVII столітті в Шаргороді була побудована нова ратуша. На площі перед ратушею виступали Б.Хмельницький, М.Кривонос, Д.Нечай.
Восени 1650 року населення регіону серйозно постраждало від епідемії чуми.
В 1651-55 роках містечко потерпало від сутичок польських та козацьких військ.
За Андрусівським перемир'ям Шаргород відійшов до Польщі. Протягом другої половини XVII століття страждав від турецько-татарських набігів.
У 1671 році Ульрих фон Вердум дає опис замку і міста. В Шаргороді на той час існують укріплений замок, три православні церкви, занепавший католицький монастир, руїни великих будівель, з яких вціліли тільки декілька кам'яних будинків. Він зазначає, що в місті живуть 250 сімей, що набагато менше ніж до подій 1648-49 р.р.
Від Александра Конєцпольського Шаргородський ключ переходить до краківського каштеляна — Станіслава Яна Конєцпольського (1643—1682). До ключа, крім міста, належало 23 села. В загальному йому належало 10 міст, 186 сіл в Подільському, Брацлавському і Київському воєводствах.
У 1672 році турецька армія захопила Шаргород. Турки перейменували місто на Кучук-Стамбул (Малий Стамбул), зважаючи на його торгове значення. Двадцять сім років жителі Шаргорода перебували від владою Османської імперії.
Синагога міста була перетворена на мечеть. Але в основному турецька влада більш лояльно відносилась до євреїв ніж до українського та польського населення, в якому вбачала загрозу.
В 1675 році козацький полковник з невеликим загоном спробував захопити Шаргород, але був захоплений турками і після жорстоких тортур (йому вирвали язика) страчений на центральній площі міста. Тіло полковника було прибито цвяхами до південної міської брами. Дослідники передають його прізвище як Морозенко, але відомий козацький полковник Станіслав Морозенко-Мрозовицький на цей час вже давно був мертвий, хоча пісня про Морозенка, якраз подає загибель героя від рук турків.
З 1699 року містечко знову входить до складу Польщі. Після хвиль національно-визвольної боротьби у 1702—1704 роках в Шаргороді був розміщений польський гарнізон. Підлеглий Конецпольського у 1709 році скаржиться на повне запустіння та зубожіння Шаргородської волості.
В 1711 році французький офіцер Моро де Бразе пише про Шаргород, що той колись мав знатну торгівлю, але після війн Польщі з Портою місто спустошене і тільки руїни нагадують, яким він був раніше. Церкви та монастирі спустошені та занедбані.
Не маючи власних дітей, Станіслав-Ян Конєцпольський переписав Шаргород своєму стрийкові — брацлавському воєводі — Яну Александру Конєцпольському (1635—1719), від якого Шаргород перейшов до його родича — брацлавського каштеляна — Леонарта Конєцпольського. Від нього в 1713 р. до сондецького старости (з 1729 р. сандомирського воєводи) — Єжи Александра Любомирського, від нього — до його молодшого сина — воєводи брацлавського і київського, одного з найбагатших людей того часу — Станіслава Любомирського (1704—1793).
В 1715 році власники Шаргорода поступово починають відновлення міста. В 1717 році реставрується костел.
С.Любомирський запросив до міста василіанів і побудував в 1719 церкву. При ній була школа.
У 1721 році місцевий єврей-орендар Мойсей Мордухович заключив з власником міста договір про оренду всієї міської нерухомості, яка належала Любомирським, всіх промислів, включно з орендою млина, гуральні, шинків і т. д.
У 1720-х починається заселення Слободи, жителі якої були звільнені від податків та мит.
У 1734 році Шаргород став епіцентром першого організованого збройного виступу гайдамаків, що стало відоме під назвою повстання Верлана, в ході якого, на короткий час було тимчасово звільнено від польської адміністрації більшу частину українських земель Правобережжя, а також вчинені чергові погроми. Згідно з показаннями заарештованих казаків, ватажками повстання було дозволено грабувати та вбивати євреїв та поляків, але за межами міста. Однак декілька євреїв було вбито і в самому Шаргороді.
У к.1730-х місто стає одним з центрів хасидизму, сюди приїздить з проповідями Баал-Шем-Тов.
Від Станіслава Любомирського Шаргород переходить до польного гетьмана литовського — Юзефа Сильвестра Сосновського (?—1783). Його донька Людвіка одружилася з київським каштеляном Юзефом Любомирським (1751—1817) — Шаргород знову перейшов до Любомирських.

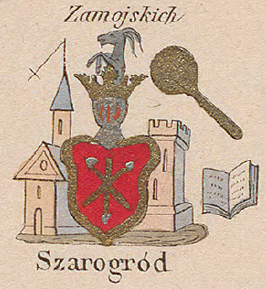
Шаргород на мапі Зигмунда Герстмана

У 1765 році в місті поживало близько 1,5 тисяч євреїв.

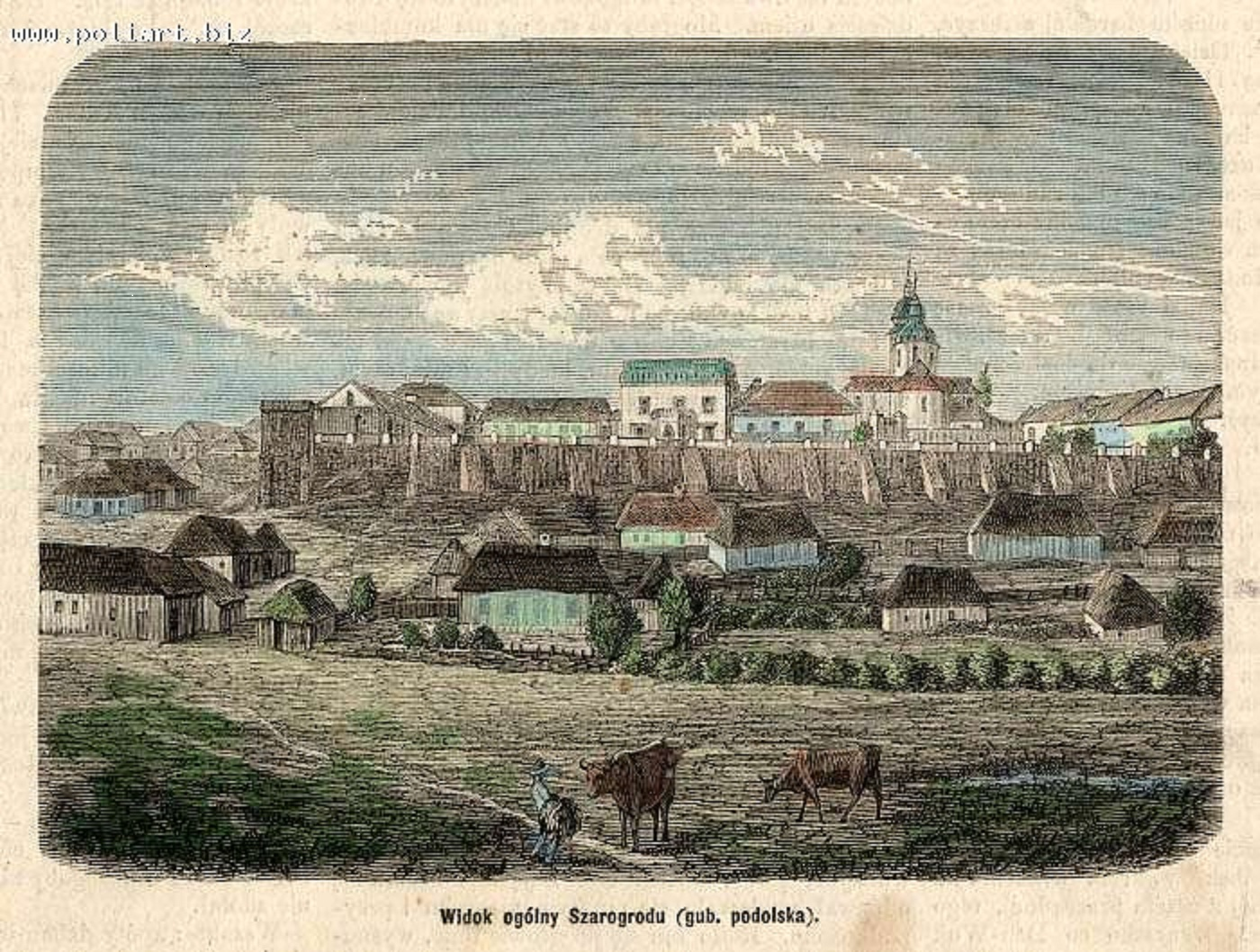
Загальний вигляд Шаргорода на гравюрі ХІХ ст.

У другій половині XVIII століття поляки намагаються перетворити Шаргород в один з центрів підготовки єзуїтів на Поділлі.

### У складі Російської імперії
Після розділу Польщі, Шаргород увійшов до Подільської губернії Російської імперії, Ямпільскій, с 1848 року — Могилівський повіт.
Пізніше Шаргород перейшов до найстаршого сина Юзефа Любомирського  — Генрика Людвіка Любомирського (1777—1817). Він був галицьким політичним діячем, меценатом і куратором Оссолінеуму (тепер Львівська національна наукова бібліотека України імені Василя Стефаника) у Львові. Від нього Шаргород перейшов до його сина — князя Єжи (Юрія) Генрика Любомирського (1817—1872). Він відновив старий замок, який продав Шарівку своєму родичу — Романові Сангушку з Славути.
У 1838 році в містечку були записані в гільдії 5 купецьких родин. Існували соляні склади, винокурні, скляна майстерня, скорняки, пекарні та ін.
У 1850 році містечком став володіти князь Роман Станіслав Сангушко. З 1870-х років у містечку працювали повітове та церковнопарафіяльне училища, у 1878 році відкрилася нова лікарня, 1886 роком датовано першу згадку про бібліотеку. У 1890-х були відкриті приватні єврейськи школи спочатку для хлопчиків, потім і для дівчат.
В кінці ХІХ століття 71 % населення складали євреї. В 1885 році у Шаргороді мало не стався єврейський погром, зачинщиками якого були рекрути.
Останньою власницею була внучка князя Романа Сангушка — Юлія Потоцька (1854, Славута — 1921), донька графа Альфреда Юзефа Потоцького (1817—1889) і княжни Марії Сангушко (1830—1903, Львів).
Перед 1914 роком в Шаргороді налічувалося біля 5 тис. євреїв, яким належали практично всі майстерні, склади, магазини та підприємства

### Період УНР, СРСР УРСР
1917—1930 роки позначені боротьбою між армією Української Народної Республіки, польською армією, Червоною армією, інтервентами, насадження комуністичної влади.
В 1919 році в містечку деякий час знаходився зі своїм військом С.Петлюра.
Влітку 1919 року єврейська громада Шаргорода постраждала від погромів. 3 вересня 1919 року в містечку знову було вчинено погром, під час якого було вбито біля сотні євреїв.
Весною 1920 року в місті встановилася влада більшовиків.
По встановленню більшовицької влади, в середині 1920-х років у місті був створений єврейський колгосп «Красний Пахарь», головою якого був Л.Крупнік.
1923 року Шаргород стає районним центром, з населенням 2450 осіб.
1926 року євреї становили 61 % від загальної кількості населення Шаргорода (2697 особи), але вже в 1930-ті роки всі синагоги міста було закрито місцевою владою.
Довоєнний період позначився розвитком господарства і промисловості.

#### Німецько-радянська війна
22 липня 1941 року гітлерівці захопили Шаргород. Під час Другої світової війни територія південного Поділля була підконтрольна румунам і входила до так званої Трансністрії.
Окремою частиною історії міста є Шаргородське гето. Сюди насильно були переселені євреї Бессарабії, Буковини і Румунії (до семи тисяч євреїв). Румуни не проводили масових розстрілів, єврейські активісти з Румунії змогли домовитися з окупаційною румунською владою, в тому числі і за допомогою хабарів.
Шаргородське гето було добре організоване та надійне, спеціальна рада єврейської общини змогла налагодити харчування, створила власну міліцію з молодих сіоністів, попереджала жителів про погроми та облави, що допомогло багатьом євреям врятуватися. Під час облав місцеві євреї ховалися в катакомбах. Під час епідемії тифу зимою 1941-42 року у гетто запрацювала аптека, лікарня, були відновлені електростанція та баня, налагоджено виробництво мила, вичищені криниці, що допомогло зупинити епідемію. Був організований дитячий будинок, в якому жило 186 єврейських дітей-сиріт.
20 березня 1944 року війська 2-го Українського фронту відновили контроль радянської влади у містечку.

#### Період 1945-к.—80-х
Після війни Шаргород став відновлювати господарство. Були закриті дві останні синагоги містечка.
З 1946 року в Шаргороді відновив роботу технікум сільського господарства.
В 1960 році збудовано Будинок культури, працювали музична і загальноосвітня школи.
У 60-80 х роках в місті працювали такі підприємства — районне об'єднання «Сільгосптехніки», «Міжколгоспбуд», механізована колона тресту «Вінницьксільбуду», харчокомбінат, сокоморсовий завод, маслозавод.
Наприкінці 80-х років минулого століття у Шаргороді проходили зйомки художнього фільму за твором видатного єврейського письменника Шолома Алейхема «Блукаючі зірки». Перших хвилин 10 фільму знято саме на вуличках містечка. Тоді ще в досить непоганому стані були старовинні єврейські будинки. А колоритні місцеві жителі, що населяли в основному нижню частину міста (так зване Старе місто), якнайкраще підходили для масових зйомок.

### Незалежна Україна
З 24 серпня 1991 року Шаргород входить до складу незалежної України.
У 2006 році уродженець Шаргорода, московський бізнесмен і меценат О. Погорельський, започаткував в Шаргороді Міжнародний фестиваль сучасного мистецтва «Арт-містечко: Шаргород». Це такий собі фестиваль сучасного футуристичного мистецтва. До Шаргорода з'їхались художники-метафутуристи з різних країн світу: Росії, Німеччини, Ізраїлю. Трохи дивними були для нашого містечка картини художників, які малювали вони не лише на традиційних полотнах, а й на стінах магазинів, кіосків, на старих автомобілях (звісно, за згоди хазяїна). Досить неоднозначним є ставлення жителів міста й до заїжджих митців. Попри це, щороку на початку серпня у місті триває фестиваль. Організатори навіть викупили колишній цукровий завод, де тепер працює центр сучасного мистецтва «Шаргород Рафінад», є міні-готель (раніше — електромайстерня).
У травні 2009 року київська художниця, учасниця групи «Р. Е. П.» («Революційно-експериментальний простір») Жанна Кадирова відкрила у Шаргороді пам'ятник невідомому пам'ятнику. Її дві кольорові лавки-графіки можна побачити у Києві, в парку біля Політехнічного університету, і на алеї поряд із Національним палацом мистецтв «Україна»; та пам'ятником пам'ятнику вона пишається найбільше. В одному з інтерв'ю художниця розповіла, що придумала його у Шаргороді 2 роки тому на скульптурно-архітектурному пленері. Відтоді артефакт зберігався на території колишнього цукрового заводу під охороною.
31 травня 2008 року в місті відбулися урочистості з нагоди початку будівництва в Шаргороді єдиної в Україні Хресної дороги. Було закладено наріжний камінь із вмурованим камінцем з єрусалимського шляху, яким ішов Ісус Христос. Камінь, який символізує початок Хресної дороги, освятив посол Папи Римського в Україні, апостольський нунцій, Його Преосвященство архієпископ Кам'янець-Подільський Іван Юркевич.
Станом на 2022 рік за кошти спонсорів та меценатів  відтворено 14 стоянь паломницького маршруту Хресної дороги, які ведуть від храму св. Флоріана на гору за містом, загальна довжина 2 км. Шаргородська Хресна дорога будується на взірець єрусалимської Via Dolorosa.Чотири рази на рік тут відбувається дієцезіальна Хресна Дорога, а ще частіше парафіяльні.
Відповідно до Розпорядження Кабінету Міністрів України від 12 червня 2020 року № 707-р «Про визначення адміністративних центрів та затвердження територій територіальних громад Вінницької області.» увійшов до складу Шаргородської міської громади і став її адміністративним центром
Нині Шаргород — впорядковане містечко, центр міської громади Вінниччини.

## Релігії
Віками співіснують в Шаргороді 2 християнські конфесії — католицька і православна. А до кінця ХХ ст. так само гармонійно вписувались в цей вінок релігій ще євреї зі своєю культурою і побутом — нині їх залишились одиниці.

### Костел Святого Флоріана (Шаргород)
Католицький костел, відкритий 3 листопада 1595 року, зберігся донині з невеликими переробками.
Рішенням Вінницької обласної Ради від 18 грудня 2007 р. Шаргородський історико-культурний центр духовності та злагоди (Костел Святого Флоріана XVI ст., Свято-Миколаївський чоловічий монастир XVIII—XIX ст., синагога XVIII ст.,), в числі кількох інших історико-культурних об'єктів, було визнано переможцем обласного конкурсу «Сім чудес Вінниччини». 

### Миколаївський монастир, собор і школа
Греко-католицький монастир був заснований у 1719 році навпроти костелу, через центральну дорогу.
Близько 1782 року новий власник Шаргорода Юзеф Сильвестр Сосновський надав василіянам для продовження спорудження монастиря і школи-бурси руїни замку і необхідні засоби. Школа, в якій іноді навчалося до шістсот учнів, славилася на всьому Правобережжі.
В центрі колишнього монастирського подвір'я, що зайняло верхнє плато межиріччя, височіє видимий з усіх місць Шаргорода величезний собор св. Миколи Мирлікійського. Будівля з чотириколонним портиком на головному фасаді, який обернений, всупереч канону, на південь, а не на захід, було закладено ще при василіянах, що встигли підняти стіни лише до перших вікон. Завершено ж будівництво було лише в 1806–1818 роках, вже в православ'ї.
Монументальність собору різко контрастувала з мирською метушнею шаргородських обивателів, проте в кам'яній стіні з баштами по кутах і триярусною дзвіницею в центрі, проти головного фасаду собору, зведеними в 1848 році, розміщувалися лавки торговців, які зримо поєднували святість обителі з метушнею світу сього. До східного крила собору примикає двоповерховий корпус келій. Впоперек торця келій — довга будівля бурси. Архітектура його проста, утилітарна і не позбавлена деякої витонченості. Примітно, що такі ж портики із спарених колон, що і при вході в собор, влаштовані і в будівлі бурси і на другому поверсі корпусу келій, лише пропорційно зменшені.
Після окупації болотними розпочалася боротьба з уніатством і монастир був переведений  до російської православної церкви, школа перетворена в семінарію, пізніше — в духовне училище.
У XX ст. під час встановлення радянської влади у Шаргороді, як і по всій Україні, було переслідування християн, а особливо католиків. Нова влада намагалась припинити культову діяльність католицької церкви, але завдяки міцній вірі місцевих католиків зробити цього не вдалось. Проте до монастиря доля не була не настільки прихильною, як до костелу. У 1937 році монастир було закрито. В післявоєнні роки, з 1946 по 1963 роки, в його стінах був розміщений сільськогосподарський технікум. Потім, після закриття технікуму, були роки забуття, коли древні стіни стояли пусткою.
На початку 80-х років минулого століття в приміщенні монастиря було розміщено міський музей образотворчого мистецтва. Тоді на монументальних колонах замість старовинних ікон розмістили портрети передовиків соціалістичної праці.
Лише в 1986 році було відновлено роботу монастиря. Зараз це діючий Свято-Миколаївський Шаргородський чоловічий монастир. Засновник — Київська митрополія УПЦ (МП). Кілька років тому при монастирі було створено школу дзвонарів. Учні школи своєю майстерністю прославились далеко за межі міста та області.

### Шаргородська синагога
У 1589 році у Шаргороді зводиться синагога. Шаргородська синагога — одна з найчудовіших архітектурних пам'яток єврейських общин Поділля. Початково, об'єм синагоги, заданий квадратним в плані залом для моління, був оточений з північної, західної і південної сторін одноповерховими прибудовами. Будівля була ґрунтовно реконструйована, найімовірніше, на початку XVIII ст., після закінчення турецького правління. Вона, хоча і понесла істотні втрати, в цілому збереглася, можливо, завдяки тому, що була за радянських часів пристосована під сокоморсовий завод.

## Промисловість
В місті функціонують такі промислові об'єкти:
- «Райпроменерго»
- Соснівський цукровий завод — не працює, переобладнано у творчу майстерню
- Завод продтоварів
- ПрАТ «Шаргородський маслозавод», що виготовляє молочну продукцію під тм «ШАРМ»
- РЕМ — район електричних мереж
- Промкомбінат (філія Мурованокуриловецького виробничого об'єднання «Подолянка»)
- Ремонтно-транспортне підприємство РАПО
- Агротехсервіс
- Комбінат громадського харчування
- Комбінат кооперативно-промислових п-в

## Освітні заклади
- 3 українські школи
- 5 бібліотек
- 1 кінотеатр
- 1 музей
- 1 будинок культури
- 1 БДЮТ
- 1 спортивний заклад ДЮСШ.
- 1 гімназія
- 1 музична школа

## Пам'ятки
- Городище доби Руси.
- Рештки замку XVI ст.
- Комплекс споруд Миколаївського монастиря XVII—XVIII ст.
- Костел 1595 р.
- Синагога, 1589 р.
- Старе єврейське кладовище XVI—XVIII ст.
- Підземні ходи[15]
- Палац Яна Замойського
- Каплиця РКЦ на кладовищі[16]
- Житлові будинки XVIII—XIX ст.
- Єврейське кладовище ХІХ-ХХ ст.
- Пам'ятник воїнам-афганцям
- сквер-парк з меморіалом загиблих у німецько-радянській війні
- пам'ятник-погруддя Т. Г. Шевченка
- Шаргородський фонтан
- Пам'ятник «Новому Пам'ятнику»
- Пам'ятник жертвам Голодомору 1932-33 р.р.
- Хресна дорога з 14 каплицями[12]

## Відомі люди
народились
- Шаркевич Всеволод Данилович (1911—1994) — український художник.
- Маліванчук Анатолій Іванович (1946) — майстер спорту з більярду, віце-чемпіон світу, чемпіон Європи, перший та єдиний чемпіон СРСР та багаторазовий абсолютний чемпіон України з більярду (Московська піраміда).

навчались
- Степан Васильович Руданський (1834—1873) — український поет. У 1842—1849 роках навчався в Шаргородській бурсі;
- Михайло Коцюбинський (1864—1913) — український письменник, навчався у Шаргороді в 1870-ті роки.
- Микола Дмитрович Леонтович (1877—1921) — український композитор.

працювали
- Олександр Горобець — заслужений журналіст України, відомий сучасний український письменник, публіцист. У місцевій районній газеті «Комунар» (нині — «Шаргородщина») 1966 року починав свою творчу діяльність.
- Матвієць Володимир Павлович (2002—2023) — старший солдат Збройних сил України, учасник російсько-української війни.